# Chione
Chione är ett namn som förekommer på flera gestalter i grekisk mytologi.
- Chione var i en dotter till Boreas och Oreithyia, och syster till Kalais och Zetes (de så kallade Boreaderna), samt Kleopatra.

- Chione (grekiska: Χιονη) var också en najadnymf i grekisk mytologi. Hon bodde i floden Nilen i Egypten i norra Afrika. Chione var dotter till flodguden Neilos och najaden Kallirhoe. Chione blev våldtagen av en bonde, men guden Zeus skickade sin budbärare Hermes att hämta upp henne bland molnen och därefter föll snö ner över öknen (hennes namn betyder ”snö”).